# هدوان السفلى (الملاجم)

تعديل مصدري - تعديل

هدوان السفلى هي إحدى قرى عزلة الرشدة بمديرية الملاجم التابعة لمحافظة البيضاء، بلغ تعداد سكانها 346 نسمة حسب تعداد اليمن لعام 2004.